# Atarba (Atarba) bipendula
Atarba (Atarba) bipendula is een tweevleugelige uit de familie steltmuggen (Limoniidae). De soort komt voor in het Neotropisch gebied.